# 北京京獅
北京京獅（ペキン・ライオンズ）は、中国のプロアイスホッケーチーム。本拠地は北京市。
京獅と書いて、ライオンズと読む。

## 歴史
2023年8月と11月に当時の北海道ワイルズと試合を行っていることが確認されている。
2024年3月15日にIJリーグに参戦することが発表された。尚、IJリーグ側から北京BHAと発表された。4月26日にIJリーグから正式なチームの名称とロゴを発表され、北京京獅(Beijing Lions)となった。
9月12日、IJリーグとしての活動終了が発表された。

## チームの特徴
IJリーグが開催中の6月から10月はIJリーグに参加するが、日本が中心ではなく、それ以下の期間は中国はもちろん他国でもプレーする。アメリカ合衆国や将来的にはヨーロッパへ行くことも計画している。
チーム方針としてはリーグに参加するのではなく、各国のチームと連携を取り、それぞれのチームとの練習試合や交流試合を行う。
アイスホッケー中国代表入りした選手も所属するなど、事実上の中国代表となっている。
北京市からの支援を受けている。

## 所属選手・スタッフ

### 所属選手
- 2024年シーズン（2024年7月5日）時点[8]

| ゴールテンダー(GK) | ゴールテンダー(GK) | ゴールテンダー(GK) | ゴールテンダー(GK) | ゴールテンダー(GK) | ゴールテンダー(GK) | ゴールテンダー(GK) |
| #                  | 国                 | 選手名             | キャッチ           | 生年月日           | 出身地             |                    |
| ------------------ | ------------------ | ------------------ | ------------------ | ------------------ | ------------------ | ------------------ |
| 32                 | 中華人民共和国の旗 | スウン・ザハウ     |                    |                    |                    |                    |
| 31                 | 中華人民共和国の旗 | ウ・スミン         |                    |                    |                    |                    |
| 40                 | 中華人民共和国の旗 | ティエン・ボイェン |                    |                    |                    |                    |

| 77 | 中華人民共和国の旗 | ジェン エンライ    |  |  |  |
| 6  | 中華人民共和国の旗 | チェン・ズーモン   |  |  |  |
| 16 | 中華人民共和国の旗 | ジャン・ジャーチ   |  |  |  |
| 11 | 中華人民共和国の旗 | ジャン・ポンフェイ |  |  |  |
| 76 | 中華人民共和国の旗 | ゾン・ハンミン     |  |  |  |
| 17 | 中華人民共和国の旗 | ジュ・チージャン   |  |  |  |
| 7  | 中華人民共和国の旗 | リ・イーロン       |  |  |  |
| 45 | 中華人民共和国の旗 | シュ・レンハン     |  |  |  |
| 5  | 中華人民共和国の旗 | ソン・ジャーヌオ   |  |  |  |

| 63 | ロシアの旗         | ウラジスラフ・ミスニコフ |  |  |  |
| 56 | 中華人民共和国の旗 | ジャン・ザセン           |  |  |  |
| 97 | 中華人民共和国の旗 | ジャン・シンユ           |  |  |  |
| 8  | 中華人民共和国の旗 | ズオ・ティエンヨウ       |  |  |  |
| 87 | 中華人民共和国の旗 | ジュ・ズールイ           |  |  |  |
| 92 | 中華人民共和国の旗 | ホウ・ユーヤン           |  |  |  |
| 91 | 中華人民共和国の旗 | ワン・ジン               |  |  |  |
| 71 | 中華人民共和国の旗 | ジェン・ミンジュ         |  |  |  |
| 52 | 中華人民共和国の旗 | リ・ジチェン             |  |  |  |
| 98 | 中華人民共和国の旗 | ジャン・ティエンイ       |  |  |  |
| 21 | 中華人民共和国の旗 | フ・ジャーハオ           |  |  |  |
| 25 | 中華人民共和国の旗 | リュウ・ズハオ           |  |  |  |